# هویوان جوس
هویوان جوس (انگلیسی: Huiyuan Juice) شرکت صنایع غذایی چینی است، که در سال ۱۹۹۲ تأسیس شد.